# Ravigote

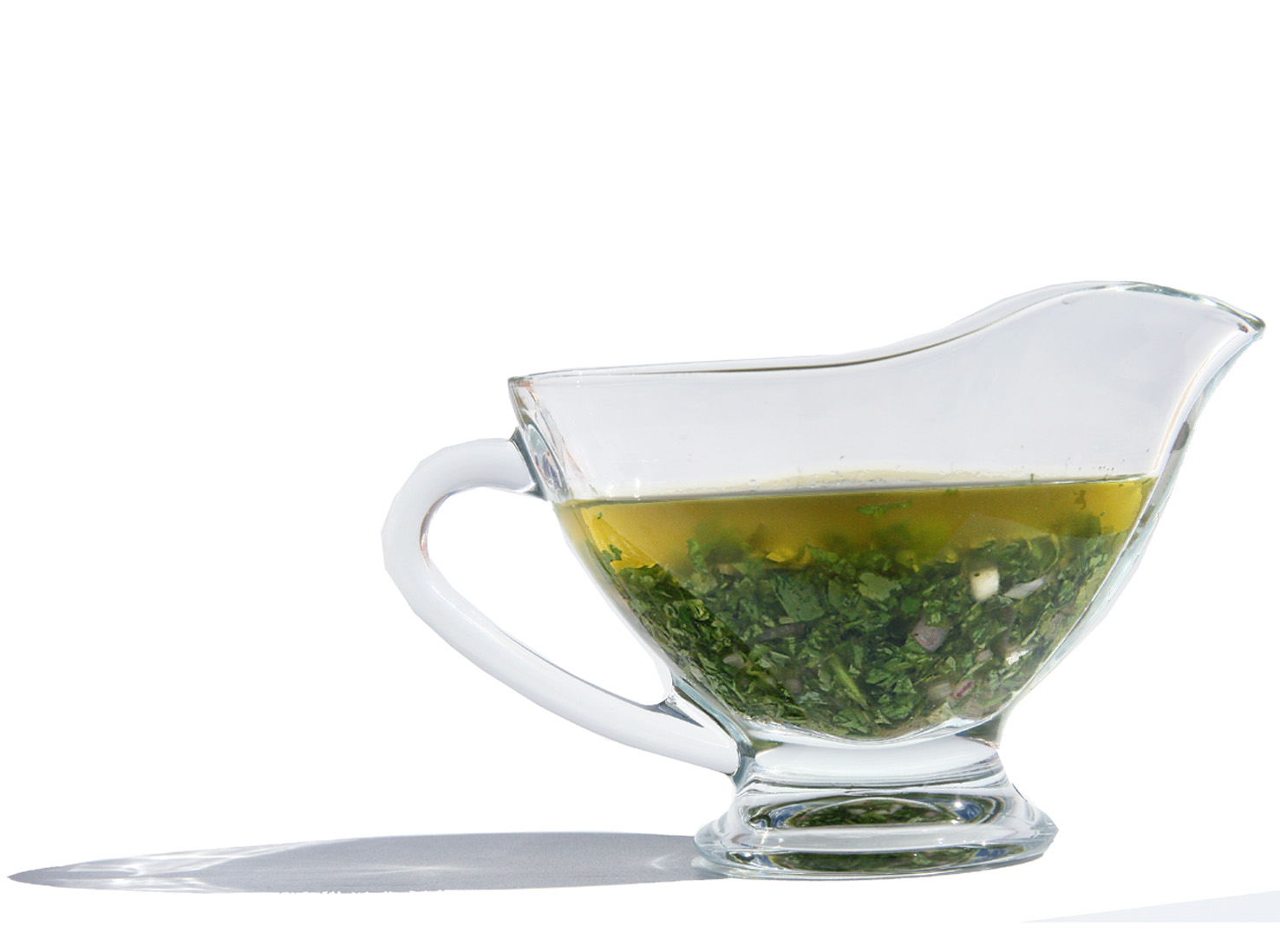
Ravigote met sjalot

Ravigote is een saus op basis van vinaigrette (olie en azijn), afkomstig uit de klassieke Franse keuken. Aan de vinaigrette worden kappertjes, tuinkruiden en gesnipperde ui toegevoegd. Deze dressing kan worden opgediend bij bijvoorbeeld bladslagerechten. Ravigote wordt weleens verward met remoulade en tartaarsaus.
Warme ravigote - speciaal voor bepaalde runder- en kalfsgerechten en gevogelte - wordt gemaakt van een basis van kalfsvelouté met een deel  witte wijn en een gelijk deel wijnazijn. Hieraan worden dan weer de kappertjes, tuinkruiden en gesnipperde ui toegevoegd.

## Bron
- Larousse Gastronomique